# Survivor (chanson des Destiny's Child)
Pour les articles homonymes, voir Survivor.
Singles de Destiny's Child
Independent Women
(2000) Bootylicious
(2001)
Survivor est une chanson du groupe R'n'B américain Destiny's Child. Elle a été écrite et composée par la membre du groupe Beyoncé Knowles, Anthony Dent, et par Mathew Knowles pour le troisième album studio du groupe Survivor sorti en 2001. La chanson a gagné le Grammy Award de la meilleure performance R&B par un duo ou un groupe avec chant à la 44e cérémonie des Grammy Awards.
Le clip gagne le MTV Video Music Award 2001 pour la meilleure vidéo R'n'B, et le groupe est récompensé par un Soul Train Lady of Soul Award du « meilleur artiste, groupe ou duo R'n'B/Soul ».

## Informations sur la chanson
La chanteuse Beyoncé a été inspirée pour écrire les paroles de Survivor après avoir entendu un animateur radio la taquiner sur le fait que trois membres avaient déjà quitté les Destiny's Child, un peu comme le vote d'élimination dans l'émission de télé-réalité Survivor.
La chanson a été finalement utilisée le 1er mai 2001 dans la publicité de fin de saison de la télé-réalité Survivor, et dans une interview de VH1 le A8 avril 2006. Beyoncé a plus tard confirmé dans une interview que l'émission a en effet également inspiré la chanson. La chanson s'est avérée être la chanson phare des Destiny's Child pour son message fort, avec Say My Name, Jumpin', Jumpin', Bootylicious et Independent Women (Part I).

## Clip vidéo
La vidéo a été diffusée pour la première fois dans MTV - Making the Video et est stylée dans le sens des trois survivants qui vivent sur une île inhabitée. Il montre également un bref prélude où les filles sont des naufragés.
Le clip musical est présent sur l'édition DualDisc de l'album #1's, comme une vidéo renforcée de l'édition internationale de l'album Survivor et sur le DVD exclusive de 2004 de Wal-Mart intitulé Fan Pack.
La vidéo remix avec Da Brat n'est présente sur aucun compilation vidéo.

## Performance dans les classements
Survivor débute à la 43e position du Billboard Hot 100, faisant le deuxième meilleur démarrage du groupe du groupe à ce jour, juste derrière Lose My Breath à la 30e position, et a rapidement gravi le classement pour atteindre sa meilleure position de 2e en un mois. Il n'était pas en mesure de revendiquer la 1re place à cause du succès massif de All for You de Janet Jackson. La chanson atteint la 1re place du classement Billboard Hot Dance Music Maxi-Singles Sales chart pendant huit semaines.
La chanson a seulement atteint la 5e place du classement Hot R&B/Hip-Hop Singles & Tracks. Le single atteint la 1re place du classement Hot 100 Airplay pour cinq semaines consécutives et prend la 3e place dans le classement Hot 100 Singles Sales.
Au Royaume-Uni, Survivor débute à la première place dans le classement des singles et va se vendre à plus de 260 000 exemplaires. Il atteint également la première place du classement des singles en Irlande, aux Pays-Bas, et au Japon. En plus, il prend la première place du United World Tracks Chart pendant cinq semaines. Il se classe premier au Canada, second au Nouvelle-Zélande, se plaçant dans le top 5 en Australie et en Allemagne, et atteint la 12e place en France.

## Controverse
Les anciennes membres du groupe LeToya Luckett et LaTavia Roberson ont intenté un procès à Beyoncé, Kelly Rowland, et leur ancien manager Mathew Knowles. Elles ont fait valoir que certaines de ces paroles dans Survivor, comme « Vous pensiez que je ne vendrais pas sans vous/vendu neuf millions », violent un ancien accord qui interdisait aux deux parties d'insulter l'autre.

## Crédits et personnel
- Chant: Beyoncé Knowles (2 couplets), Kelly Rowland (2 couplets harmonisés, 1 pont) et Michelle Williams (2 couplets harmonisés, 1 pont)
- Production vocale: Kelly Rowland et Mathew Knowles

## Classements
| Classement (2001),              | Meilleure position |
| ------------------------------- | ------------------ |
| Australie                       | 7                  |
| Autriche                        | 10                 |
| Belgique (Néer.)                | 5                  |
| Belgique (Fr.)                  | 6                  |
| Danemark                        | 4                  |
| Pays-Bas                        | 2                  |
| Finlande                        | 4                  |
| France                          | 12                 |
| Allemagne                       | 5                  |
| Irlande                         | 1                  |
| Italie                          | 6                  |
| Nouvelle-Zélande                | 2                  |
| Norvège                         | 1                  |
| Suède                           | 3                  |
| Suisse                          | 5                  |
| Royaume-Uni                     | 1                  |
| Billboard Hot 100               | 2                  |
| Billboard Hot R&B/Hip-Hop Songs | 5                  |
| Billboard Hot Dance Club Play   | 1                  |

## Formats et liste des pistes
- Maxi-Single Australie

1. Survivor (Version Album)
2. So Good (Maurice's Soul Remix)*
3. So Good (Digital Black-N-Groove Club Mix)*
4. Independent Women Part I (Joe Smooth 200 Proof 2 Step Mix)

- Dance Mixes (États-Unis)

1. Survivor (Remix Extended Version featuring Da Brat)
2. Survivor (Calderone Club Mix) [alias "Victor Calderone Club Mix"]
3. Survivor (Calderone Drum Dub Mix)
4. Survivor (CB200 Club Anthem Mix)
5. Survivor (Azza'z Soul Remix)

- Maxi-Single Europe

1. Survivor (Version album)
2. Survivor (Azza'z Soul Remix Radio Edit)
3. Survivor (Digital Black-N-Groove Radio Mix)
4. Survivor (CB200 Club Anthem Mix)

- UK Partie 1 [5]

1. Survivor (Version Album)
2. Survivor (Azza'z Soul Remix Radio Edit)
3. Survivor (Victor Calderone Club Mix)

- UK Partie 2

1. Survivor (Jameson Full Vocal Remix)
2. Independent Women (Live At The Brits)
3. So Good (Maurice's Soul Remix)*
4. Footage Of The Performance At The Brits

-* Les remixes de So Good contiennent des nouvelles enregistrements des chants, différents de la version de l'album.

## Versions officielles
| - Survivor (A cappella) - Survivor (Instrumental) - Survivor (Azza'z Soul Remix) - Survivor (Azza'z Soul Remix Radio Edit) - Survivor (CB2000 Club Anthem Mix) aka (Josh Charlie Main Remix)* - Survivor (Digital Black-N-Groove Remix) aka (Josh Hard Main Remix)* - Survivor (Josh Hard Radio Remix)* - Survivor (Jameson Full Vocal Remix) | - Survivor (Maurice's Soul Mix) alias (Josh Soul Main Remix) - Survivor (Josh Soul Radio Remix) - Survivor (Remix Extended Version) (feat Da Brat) - Survivor (Richard Vission's V-Quest Remix) - Survivor (Victor Calderone Mix) - Survivor (Victor Calderone Drum Dub Mix) |

* Ces remixes contiennent des nouveaux chants de Michelle et Kelly et un réenregistrement de Kelly pour son couplet et de Michelle sur le pont, arrangée par Maurice Joshua.

## Reprises
Le morceau d'ouverture de l'album de 2004 de l'auteur-compositeur-interprète Jill Sobule The Folk Years 2003-2003 est une reprise de Survivor. Une pseudo-reprise de la chanson ouvre également l'album de 2005 du rappeur Vanilla Ice, Platinum Underground. En 2023, une reprise bilingue (espagnol/anglais) de Survivor par Mon Laferte est présente sur la bande originale du film d'animation Migration.

## Dans la culture populaire
En 2018, une version de la chanson est utilisée pour une bande-annonce du film Tomb Raider.